# Claymore (manga)
Pour les articles homonymes, voir Claymore.
Claymore (クレイモア, Kureimoa) est un shōnen manga de dark fantasy écrit et illustré par Norihiro Yagi. Il est prépublié par Shūeisha dans les magazines Monthly Shōnen Jump du 6 juin 2001 au 6 juin 2007, Weekly Shōnen Jump du 2 juillet 2007 au 6 octobre 2007 puis dans le Jump Square du 2 novembre 2007 au 4 octobre 2014, et compilé en un total de vingt-sept volumes tankōbon. La version française est éditée en intégralité par Glénat.
Une adaptation en série télévisée d'animation de vingt-six épisodes produite par le studio Madhouse est diffusée sur NTV entre avril et septembre 2007.

## Synopsis
Les Claymores sont des guerrières mi-humaines mi-démons auxquelles font appel les villageois pour se protéger de monstres tels que les démons. Craintes et redoutées, on les distingue à leurs yeux argentés et à l'épée gigantesque qu'elles portent sur le dos, d'où leurs appellations par les humains de « sorcières aux yeux d'argent » ou bien de « Claymore » (le nom du type d'épée qu'elles utilisent).
Claire est l'une d'elles. Appelée dans un village pour éliminer les démons qui attaquent et dévorent la population, elle tue l'avant-dernier membre, devenu monstre, d'une famille déjà décimée. Le dernier survivant, Raki, se retrouvant seul, décide alors de la suivre dans ses aventures sanguinaires, en tant que cuisinier. Il découvrira peu à peu les secrets et le destin tragique de ces femmes singulières.

## Manga
Écrit et dessiné par Norihiro Yagi, la prépublication de Claymore débute le 6 juin 2001 dans le Monthly Shōnen Jump. À la suite de la disparition du magazine, la série est temporairement transférée dans le magazine Weekly Shōnen Jump avec une parution mensuelle entre le 2 juillet 2007et le 6 octobre 2007, avant son transfert dans le nouveau magazine Jump Square à partir du 2 novembre 2007. Le dernier chapitre de la série est prépublié le 4 octobre 2014. La série est compilée en un total de 27 tankōbon sortis entre le 5 janvier 2002 et le 4 décembre 2014. Un artbook sort le 2 juillet 2010.
La version française est éditée en intégralité par Glénat avec le premier volume sorti le 22 novembre 2006 et le dernier volume sorti le 14 octobre 2015. La série est également licenciée en Amérique du Nord par VIZ Media, en Australie et Nouvelle-Zélande par Madman Entertainment, en Russie par Comix-ART (en), en Espagne par Norma Editorial, au Mexique par Grupo Editorial Vid (en), en Italie par Star Comics, au Brésil par Panini Comics et en Allemagne par Tokyopop.

## Anime
Une adaptation en série télévisée d'animation est annoncée en novembre 2006 dans le Monthly Shōnen Jump. La série est produite par Nippon Television, D.N. Dream Partners, Avex Entertainment et Madhouse, réalisée par Hiroyuki Tanaka, avec Yasuko Kobayashi à la composition de la série, Takahiro Umehara au chara design et Masa Takumi (en) à la composition de la musique. Les 26 épisodes de la série sont diffusés entre le 4 avril 2007 et le 26 septembre 2007 sur Nippon Television au Japon, les 24 premiers épisodes adaptant l'œuvre originale tandis que les deux derniers épisodes proposent une fin alternative au manga.
En février 2008, 7 volumes DVD contenant chacun trois épisodes de la série sont édités au Japon par Avex Trax.
La série est éditée en DVD en France par Kazé, et en Amérique du Nord par Funimation.

### Musique
Le générique d'ouverture, Raison d'être (レゾンデートル), est interprété par Nightmare et le générique de fin, Danzai no Hana: Guilty Sky (en) (断罪の花 ~Guilty Sky~) par Riyu Kosaka.
Deux CD de bande originale sont édités : Claymore TV Animation O.S.T., sorti le 25 juillet 2007, 32 titres contenant des compositions de Masanori Takumi et la version TV des génériques d'ouverture et de fin et le character song Claymore Intimate Persona: Character Song Shuu (CLAYMORE INTIMATE PERSONA~キャラクターソング集~), sorti le 27 septembre 2007, avec 10 titres, un pour chacun des dix personnages de la série interprété par les actrices doublant la version animée.

## Jeu vidéo
Un jeu vidéo pour Nintendo DS, Claymore: Gingan no Majo (CLAYMORE ～銀眼の魔女～), développé par Digital Works Entertainment, sort le 28 mai 2009 au Japon.